# Книга обліку

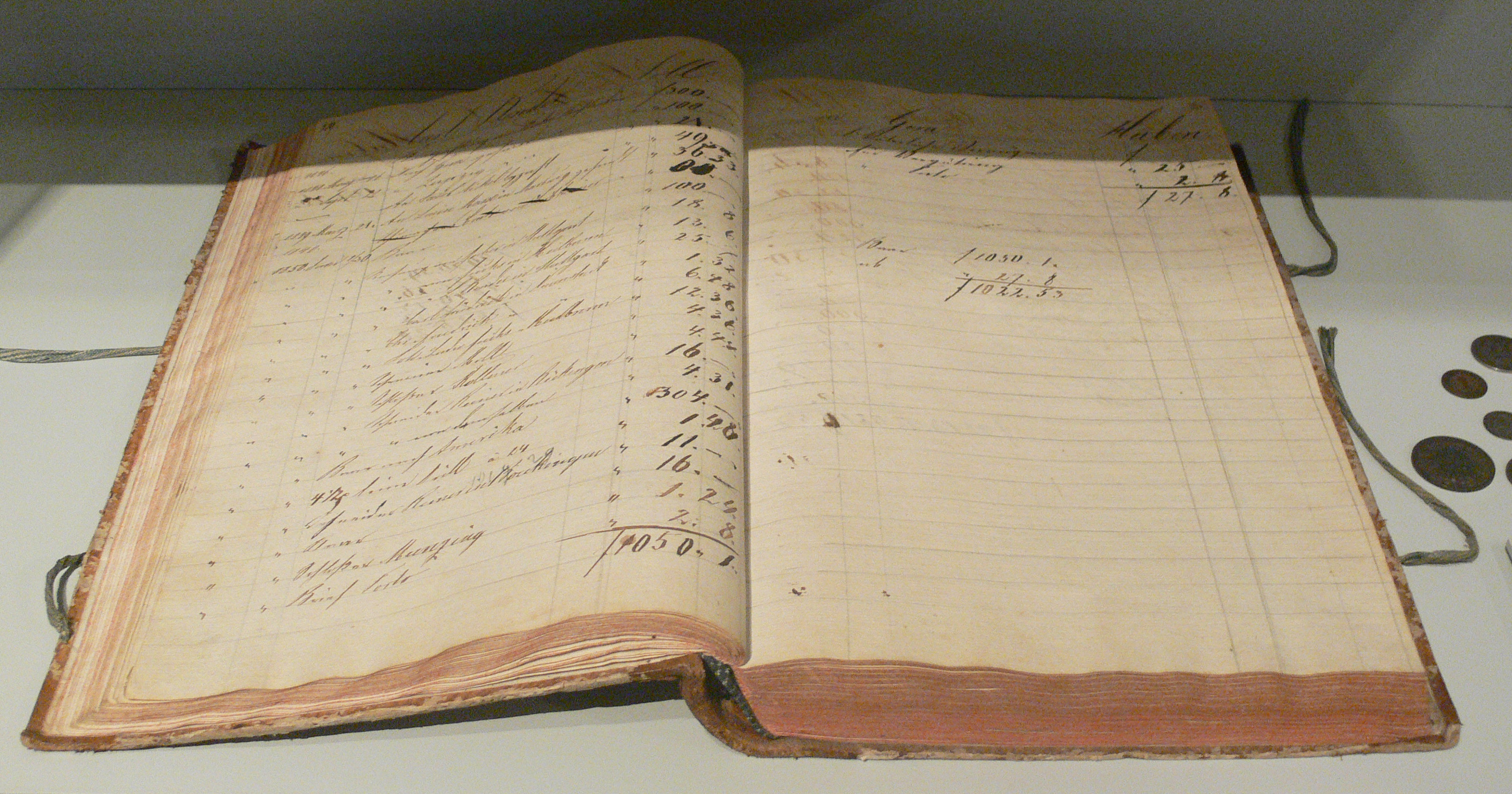
Книга обліку, 1828 р.

Кни́га о́бліку – основна книга записів або комп'ютерний файл для запису і підрахунку підсумку економічних транзакцій, вимірюваних у грошових одиницях обрахунку, за окремими рахунками, з дебетом і кредитом в окремих колонках, початковим грошовим балансом і кінцевим грошовим балансом для кожного рахунку.

## Загальна інформація
Книга обліку фіксує усі суми, що містяться у допоміжних журналах первинного запису, де перелічено окремі транзакції за датою. Кожна транзакція переходить з журналу первинного запису до однієї або декількох книг обліку. Фінансові звіти компаній формуються з підсумкових значень у книгах обліку.

## Види книг обліку

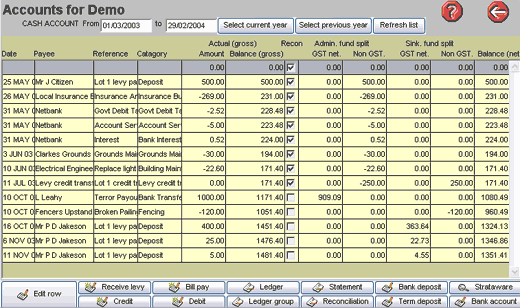
Загальна книга обліку

- Книга обліку продажів фіксує реальні або очікувані надходження — фінансові транзакції, в яких клієнти платять гроші цій компанії.
- Книга обліку закупівель фіксує витрати компанії.
- Загальна книга обліку представляє п'ять основних типів рахунків: активи, пасиви, доходи, витрати і капітал.
- Розподілена книга обліку, яка іноді називається спільною книгою обліку, є зведенням відтворюваних, спільно ведених і синхронізованих цифрових даних, географічно розподілених по багатьох локаціях, країнах та/або інституціях[2].

Для кожного дебету, записаного у книзі обліку, має бути відповідний кредит, так щоб підсумки колонок дебету і кредиту були однаковими.